# Роберт Мак
Роберт Мак (словац. Róbert Mak; нар. 8 березня 1991, Братислава) — словацький футболіст, нападник клубу «Слован» та збірної Словаччини.

## Клубна кар'єра
Народився 8 березня 1991 року в місті Братислава. Вихованець футбольної школи братиславського «Слована» та футбольної академії англійського «Манчестер Сіті», до якої потрапив у 13-річному віці. У клубній структурі манчестерців дійшов до команди 17-річних, проте шансу потрапити до головної команди клубу не отримав.
Натомість 2010 року уклав професійний контракт з німецьким «Нюрнбергом», в якому провів чотири сезони, взявши участь у 77 матчах чемпіонату.
19 липня 2014 року уклав трирічний контракт з грецьким ПАОКом із Салонік. 24 серпня в матчі проти «Каллоні» він дебютував у грецькій Суперлізі. 31 серпня в поєдинку проти «Платаніаса» забив перший гол за нову команду. 20 серпня в відбірковому матчі Ліги Європи 2014/15 проти данського «Брондбю» зробив хет-трик. У поєдинках групового турніру Ліги Європи 2015/16 відзначився голами проти дортмундської «Боруссії» та російського «Краснодара».
22 липня 2016 року Роберт підписав контракт терміном на 4 роки з петербурзьким «Зенітом». Сума трансферу склала 3,5 млн євро. 6 серпня в матчі проти «Уфи» Мак дебютував у Прем'єр-лізі, замінивши у другому таймі Луку Джорджевича. У вересні в поєдинку проти тульського «Арсеналу» Роберт забив свій перший гол за «Зеніт». 20 жовтня у матчі Ліги Європи проти ірландського «Дандолка» він забив гол, який переламав хід невдало складного поєдинку.
Після досить посереднього сезону, незважаючи на хороший ранній старт, Мак влітку 2017 року повернувся на правах оренди назад до ПАОКа, за який відіграв ще один сезон.
Повернувшись до «Зеніта» влітку 2018 року досить регулярно залучався до складу команди, проте стабільним гравцем основи не став, у тому числі через високу конкуренцію серед іноземців в умовах ліміту на легіонерів. На початку 2020 року, не маючи гарантій постійних виступів у російській команді, погодився на перехід до турецького «Коньяспора». За два місяці, проведених у Туреччині, взяв участь лише у декількох іграх. За цей час перехворів на COVID-19. 30 березня 2020 року контракт гравця з клубом було розірвано за згодою сторін.
Провівши півроку без клубу (більшість цього часу ігри в більшості чемпіонатів Європи не проводилися через карантинні обмеження), 18 вересня 2020 на правах вільного агента приєднався до угорського «Ференцвароша».

## Виступи за збірні
2007 року дебютував у складі юнацької збірної Словаччини, взяв участь у 18 іграх на юнацькому рівні.
Протягом 2009—2012 років залучався до складу молодіжної збірної Словаччини. На молодіжному рівні зіграв у 20 офіційних матчах, забив 2 голи.
2013 року дебютував в офіційних іграх у складі національної збірної Словаччини в матчі проти збірної Бельгії, вийшовши на заміну замість Мирослава Стоха. 15 листопада в поєдинку проти збірної Польщі Мак забив свій перший гол за національну команду.
8 вересня у відбірковому матчі чемпіонату Європи 2016 проти збірної України Роберт забив єдиний гол у зустрічі і допоміг збірній Словаччини почати кваліфікацію з перемоги.
17 листопада 2015 року в матчі проти збірної Ісландії Мак зробив «дубль» і допоміг своїй збірній переламати поєдинок, що невдало складався.
У 2016 році Мак у складі збірної взяв участь у чемпіонаті Європи у Франції. На турнірі він зіграв у матчах проти команд Уельсу, Росії та Англії.
Наразі провів у формі головної команди країни 75 матчів, забивши 15 голів.

## Титули і досягнення
- Володар Кубка Греції (1):

ПАОК: 2017-18
- Чемпіон Росії (1):

«Зеніт»: 2018-19
- Чемпіон Угорщини (2):

«Ференцварош»:  2020-21, 2021-22
- Володар Кубка Угорщини (1):

«Ференцварош»: 2021-22
- Володар Кубка Австралії (1):

«Сідней»: 2023
- Чемпіон Словаччини (1):

«Слован»: 2024-25